# Kråktjärnarna, Hälsingland
Kråktjärnarna är en sjö i Ljusdals kommun i Hälsingland och ingår i Ljusnans huvudavrinningsområde.